# 無睪丸畸形
無睪丸畸形（英語：Anorchia）是一种性別分化障礙，通常指男性性别相对应的XY染色體的人出生时没有睾丸。受精后的几周内，胚胎发育出基本的性腺（睾丸），这些性腺产生的激素负责生殖系统的发育。如果睾丸在八周内未能发育，则婴儿会发展成女性生殖器（參見XY性腺發育不全）。如果睾丸开始发育，但在八到十周内失去或停止功能，则婴儿出生时会出现模棱两可的生殖器。但是，如果14周后睾丸丢失，则婴儿会擁有部分男性生殖器，并且没有明显性腺。